# Плющ Павло Павлович
Павло Павлович Плющ (19 (31) грудня 1896, Володькова Дівиця — 4 березня 1975, Київ) — український мовознавець і педагог, доктор філологічних наук (з 1959 року), професор (з 1960 року).

## Біографія
Народився 19 (31 грудня) 1896 року в селі Володьковій Дівиці (тепер Носівського району Чернігівської області).
У 1920–1923 роках навчався в Ніжинському педагогічному інституті, у 1931 році закінчив Дніпропетровський інститут соціального виховання.
У 1922-1924 був керуючим дитячого будинку, що містився в колишньому палаці княгині Долгорукової, розташованому на околиці Володькової Дівиці. У 1924-1926 роках працював директором Володькодівицької семирічки (нині Червонопартизанська ЗОШ №1).
Працював учителем української мови і літератури в Дніпродзержинську (в загальноосвітніх школах, фабриці-заводі, училищах, вечірньому металургічному інституті), з 1937 року — викладач українському мови Київського університету.
У 1942–1944 роках — в евакуації (старший викладач і виконувач обов'язків завідувача кафедри української мови Об'єднаного Українського університету у місті Кзил-Орді, Казахстан). З 1944 року продовжував викладацьку і наукову роботу в Київському університеті.

Могила Павла Плюща

Помер 4 березня 1975 року. Похований в Києві на Байковому кладовищі.

## Праці
Перші праці Плюща — з методики викладання української мови:
- «Збірник диктантів для V–VII класів» (1938, у співавт.),
- «Збірник вправ з синтаксису та пунктуації» (1938),
- «Збірник вправ з стилістики» (1939).

Пізніше зосередився на питаннях стилістики та історії української мови:
- статті
  - «Проблема періодизації історії української мови» (1951),
  - «Українська літературна мова другої половини XIX — початку XX ст., шляхи її розвитку і специфіка її» (1958),
- монографії
  - «Нариси з історії української літературної мови» (1958),
  - «Історія української літературної мови» (1971) та інше.

## Відзнаки
Нагороджений двома медалями.